# Illa de Ons
Illa de Ons este o arie protejată (arie de protecție specială avifaunistică — SPA) din Spania întinsă pe o suprafață de 923,8 ha, din care 53 % marine.

## Localizare
Centrul sitului Illa de Ons este situat la coordonatele 42°22′26″N 8°56′12″W / 42.374°N 8.9367°V.

## Înființare
Situl Illa de Ons a fost declarat arie de protecție specială avifaunistică în aprilie 2001 pentru a proteja 1 specie de plante și 17 specii de animale.

## Biodiversitate
Situată în ecoregiunile atlantică și marină Atlantică, aria protejată conține 21 de habitate naturale: Pajiști uscate europene, Pante stâncoase silicioase cu vegetație casmofită, Peșteri marine scufundate complet sau parțial, Dune cu vegetație ierboasă Malcolmietalia, Liziere de ierburi înalte hidrofile de câmpie și de nivel montan până la alpin, Bancuri de nisip acoperite în permanență slab de apă marină, Roci stâncoase cu vegetație pionieră de Sedo-Scleranthion sau Sedo albi-Veronicion dillenii, Fânețe de joasă altitudine (Alopecurus pratensis, Sanguisorba officinalis), Recifuri, Dune cu tufărișuri sclerofile Cisto-Lavenduletalia, Golfuri mici largi și golfuri puțin adânci, Dune de coastă fixe cu vegetație erbacee („dune gri”), Pseudostepă cu ierburi și specii anuale de Thero-Brachypodietea, Terase mlăștinoase și terase nisipoase neacoperite de apă la reflux, Dune mobile de-a lungul țărmului cu Ammophila arenaria („dune albe”), Vegetație anuală la limita mareei, Faleze cu vegetație de pe coastele atlantice și baltice, Pajiști cu Molinia pe soluri calcaroase, turboase sau argilos-nămoloase (Molinion caeruleae), Păduri aluvionare cu Alnus glutinosa și Fraxinus excelsior (Alno-Padion, Alnion incanae, Salicion albae), Peșteri inaccesibile publicului, Dune mobile cu vegetație embrionară.
La baza desemnării sitului se află mai multe specii protejate:
- plante (1): Rumex rupestris
- păsări (14): Calonectris diomedea, caprimulg (Caprimulgus europaeus), erete vânăt (Circus cyaneus), Hydrobates pelagicus, Larus michahellis, ciocârlie de pădure (Lullula arborea), Phalacrocorax aristotelis, cormoran mare (Phalacrocorax carbo), Phalacrocorax carbo sinensis, codroșul de pădure (Phoenicurus phoenicurus), Puffinus puffinus mauretanicus, Pyrrhocorax pyrrhocorax, silvie de tufiș (Sylvia undata), Uria aalge
- amfibieni (1): Discoglossus galganoi
- mamifere (2): marsuin (Phocoena phocoena), delfin mare (Tursiops truncatus)

Pe lângă speciile protejate, pe teritoriul sitului au mai fost identificate 14 specii de plante, 2 specii de păsări, 2 specii de amfibieni, 7 specii de reptile.